# 스위트 애니타
스위트 애니타(Sweet Anita, 1990년 7월 28일 ~ )는 잉글랜드의 스트리머이자 유튜버이다.

## 어린 시절
애니타는 1990년 7월 28일 이스트앵글리아에서 태어나 홀어머니 밑에서 자랐다. 이후 사우스웨스트잉글랜드로 이주했다. 그녀는 27세에 투렛 증후군 진단을 받았는데, 여기에는 희귀한 증상인 모욕증이 포함되어 있었다. 그녀는 십대 시절 내내 이 질환의 증상을 보였고, 틱 때문에 1년밖에 정규 교육을 받지 못했다. 13세 때 진단을 받으려 했으나 의사가 그녀의 증상을 심각하게 받아들이지 않고, 성장하면서 나아질 것이라고 주장하며 관심을 끌려는 것으로 치부했다. 10여 년 후, 그녀는 진단을 받기 위해 다시 병원을 찾았고, 일주일간의 검사 끝에 투렛 증후군 진단을 받았다.

## 경력
애니타는 2018년 트위치에서 스트리밍을 시작했다. 초기 스트리밍은 주로 오버워치 게임 콘텐츠로 구성되었다. 그녀는 투렛 증후군으로 인한 욕설이 섞인 발언 영상들이 바이럴이 되면서 빠르게 인기를 얻었다. 그해 말, 버라이어티는 그녀를 비디오 게임 분야에서 가장 영향력 있는 인물 중 한 명으로 선정했다. 2019년, 그녀는 "올해의 트위치 스트리머" 부문으로 제11회 쇼티 어워드에서 첫 주요 상 후보에 올랐다. 2020년 12월, 그녀는 VY e스포츠의 온라인 게임 축제인 루도페스트를 진행했다.

## 자선 활동
애니타는 자선단체 투렛 액션(Tourettes Action)을 위해 여러 차례 모금 행사를 개최했다.

## 개인 생활
애니타는 데미섹슈얼로 정체화했다. 그녀는 여가 시간에 동물을 재활시키며 여러 마리의 토끼, 쥐, 친칠라를 돌보았다. 또한 해변에서 직접 수집한 바다유리를 판매하는 사업을 운영하기도 했다. 그녀는 투렛 증후군이 일상적인 사회적 상호작용에 미치는 영향과 같은 사례를 들어 투렛 증후군에 대한 인식을 높이고 교육을 장려하기 위해 여러 인터뷰에서 자신의 경험을 이야기했다.
애니타는 딥페이크 포르노와 온라인 괴롭힘의 피해자였으며, 법적 보호의 부족과 인터넷에서 이러한 콘텐츠를 삭제하기 어려운 점에 대해 우려를 제기했다. 리벤지 포르노 문제와 피해자에게 미치는 영향에 대한 연방 법률을 옹호하고 인식을 높이기 위한 노력이 진행 중이다. 2019년 중반, 그녀는 신원 미상의 스토커로부터 장기간에 걸친 괴롭힘과 학대를 겪고 있다고 밝혔다. 그녀는 경찰의 상황 대처를 비판하며 트윗에 "나에게 무슨 일이 생긴다면, 내가 마지막 탄광 속 카나리아이기를 진심으로 바란다. 법은 바뀌어야 한다. 그 어떤 직업도 강간, 폭행, 사망의 위험이 그렇게 높아서는 안 된다. 특히 라이브 스트리밍은 더더욱 그렇다"고 썼다. 2020년 9월, 그녀는 스토킹과 관련하여 여러 온라인 인물들의 경험을 담은 유튜브 영상을 공개했다.

## 수상 및 후보
| 연도 | 시상식                      | 부문                   | 결과 | 참고   |
| ---- | --------------------------- | ---------------------- | ---- | ------ |
| 2019 | 제11회 쇼티 어워드          | 올해의 트위치 스트리머 | 후보 | [ 20 ] |
| 2019 | 제37회 골든 조이스틱 어워즈 | 최고의 스트리머/방송인 | 후보 | [ 21 ] |